# Schmidtiana palawana
Schmidtiana palawana là một loài bọ cánh cứng trong họ Cerambycidae.